# Negotino
Negotino (en macédonien : Неготино ) est une commune et une ville du centre-sud de la Macédoine du Nord. Negotino se trouve sur le cours du Vardar, principal fleuve du pays, et sur l'autoroute qui relie Skopje à Thessalonique. La commune comptait 18 194 habitants en 2021 et s'étend sur 426,46 km2. La ville en elle-même comptait 12 488 habitants, le reste de la population étant réparti dans les villages alentour. Negotino se trouve dans le Tikveš, région macédonienne réputée pour ses vignobles.
Son territoire est limitrophe de ceux des communes de Rosoman, Gradsko, Štip, Konče, Demir Kapija et Kavadarci.

## Géographie
La commune de Negotino se trouve au centre de la Macédoine du Nord, et couvre la partie orientale de la plaine de Tikveš et une partie de la vallée du Vardar. Elle connaît un climat méditerranéen grâce aux vents du sud qui remontent le Vardar, mais elle est aussi soumise aux vents du nord qui apportent des caractéristiques continentales. La température moyenne annuelle s'élève à 13,5 degrés et les précipitations sont rares. Le sous-sol de Negotino renferme un gisement de charbon, du sable, de l'argile et de la tourbe, ressources peu exploitées. Les abords du Vardar sont couverts par le saule et le peuplier, tandis que dans les endroits plus élevés, on trouve le chêne et le hêtre. Les espaces sauvages sont habités par le sanglier, le lapin de garenne, le chevreuil, le loup ou  encore le renard.
En plus de la ville de Negotino, la commune comprend les villages de Brousnik, Véchyé, Voychantsi, Gorni Disan, Dolni Disan, Doubrovo, Yanochevo, Kalanyevo, Krivolak, Kouriya, Lipa, Pépélichté, Pechternitsa, Timyanik, Tremnik, Tsrveni Bregovi, Djidimirtsi et Cheoba.

## Toponymie
Le nom « Negotino » est le nom slave de la ville antique Antigonea, fondée au IIIe siècle av. J.-C. par le roi macédonien Antigone II Gonatas, l'un des successeurs d'Alexandre le Grand.

## Administration
La commune est administrée par un conseil municipal élu au suffrage universel tous les quatre ans. Il adopte les plans d'urbanisme, accorde les permis de construire, planifie le développement économique local, protège l'environnement, prend des initiatives culturelles et supervise l'enseignement primaire. Il compte 15 conseillers municipaux.
Le pouvoir exécutif est détenu par le maire, lui aussi élu au suffrage universel. Depuis 2021, le maire de Negotino est Goran Stojanov, membre de VMRO-DPMNE.

## Démographie
Lors du recensement de 2002, la commune comptait :
- Macédoniens : 17 768 (92,48 %)
- Serbes : 627 (3,26 %)
- Roms : 453 (2,36 %)
- Turcs : 243 (1,28 %)
- Albanais : 30 (0,16 %)
- Valaques : 14 (0,07 %)
- Bosniaques : 1 (0,01 %)
- Autres : 76 (0,40 %)

## Éducation
La ville de Negotino a deux collèges et un lycée appelé Saints-Cyrille-et-Méthode. Ce dernier est connu comme le premier lycée en Macédoine du Nord à avoir ouvert une classe bilingue française.

## Culture et tourisme
La ville de Negotino possède son musée, fondé en 1978. Il présente notamment les résultats de fouilles archéologiques menées dans la région, des artéfacts illustrant l'histoire moderne de la ville et possède une galerie consacrée à la tradition locale de viticulture. Negotino compte également une maison de la culture, qui possède une salle de spectacles et une galerie d'exposition et propose surtout des performances musicales, théâtrales et folkloriques.
Les principales manifestations culturelles sont les Nuits de Negotino et la Semaine du Vin. Les Nuits ont lieu du 19 au 21 septembre et correspondent à une fête locale en l'honneur de la Vierge Marie et sont l'occasion de concerts et de performances de rue. La Semaine du Vin a lieu le 14 février, lors de la Saint-Tryphon, le patron des vignerons. La fête de Negotino est le 8 novembre, qui est le jour de sa libération en 1944.
La ville en elle-même offre un visage moderne et ne compte que deux édifices de valeur, l'église Saint-Athanase, construite en 1837, et le monastère Saint-Georges, fondé en 1860.

## Personnalités
- Lazar Mojsov, politicien et diplomate macédonien.
- Professeur Aleksandar Hristov, l'un des fondateurs de la faculté de droit de Skopje.
- Kristina Arnaudova, chanteuse macédonienne.
- Aleksandra Pileva, chanteuse macédonienne.